# Enicospilus aktites
Enicospilus aktites är en stekelart som beskrevs av Ian D. Gauld 1988. Enicospilus aktites ingår i släktet Enicospilus och familjen brokparasitsteklar. Inga underarter finns listade i Catalogue of Life.